# Али-Акрам
Али-Акрам (ум. 1556 г.) — последний хан Казани, в самом городе не правивший, командовал восстанием против русских (1553—1556), брат казанской царицы Сююмбике.

## Биография
Отцом Али-Акрама был ногайский бий Юсуф.
О его ранних годах ничего неизвестно. Его сестра Сююмбике в это время была выдана замуж за казанского хана Джан-Али, а после его смерти за другого казанского хана Сафа-Гирея. Это, возможно, стало одной из причин его избрания в будущем.
После взятия Казани в 1552 году местное население не примирилось с русской властью. В 1553 году собралось войско казанцев, во главе которого встал Мамич-Бердей (Мамыш-Берды). Он принял решение восстановить ханскую власть. Первоначально был избран Мухаммед, сын Исмаила, но он отказался из-за союза своего отца с Русским царством. После этого ханом был провозглашён Али-Акрам. С отрядом из 300 ногайцев он прибыл из Сарайчика в Чалым, временную столицу ханства. Бий Юсуф собирался помочь сыну и начал собирать войско, однако этому помешал Исмаил, открыто поддержавший русских.
Основным командиром восстания при Али оставался Мамич-Бердей. После успехов восставших, в частности победы над Салтыковым, который был взят в плен и казнён, русское правительство осознало серьёзность ситуации и послало значительные силы под командованием Микулинского, Шереметьева и других. Это привело к опустошению ими страны, но окончательной победы над казанцами добиться не удалось.
В 1554 году война возобновилась, восстали также и черемисы. Командиром был назначен князь Мстиславский. Он также опустошал страну, уничтожил множество деревень, в результате военные действия не возобновились в 1555 году, однако его действия против Али-Акрама и Мамыш-Берды были безрезультатны.
В 1556 году они вновь возглавили восстание, но на этот раз неудачно. Новый русский командир Морозов сумел взять казавшийся неприступным Чалым, вскоре хан был убит.